# Orcet
Orcet ist eine französische Gemeinde im Département Puy-de-Dôme in der Region Auvergne-Rhône-Alpes. Sie liegt ca. 10 km südlich von Clermont-Ferrand.

## Geografie
Der kreisförmige, mittelalterliche Dorfkern Orcets liegt weithin sichtbar auf einem Hügel. Südlich des Dorfkerns fließt der Fluss Auzon, dessen bescheidene Goldvorkommen dem Ort angeblich seinen Namen verliehen haben (frz. or =Gold). Nördlich des Dorfkerns erstrecken sich die neuen Wohnviertel auf der "Serre", auch "Petit Orcet" genannt.

## Geschichte
Geschichtliche Bedeutung erlangte Orcet vor allen Dingen durch Julius Cäsar, der bei der erfolglosen Belagerung von Gergovia im Laufe des Gallischen Krieges sein Lager auf dem heutigen Stadtgebiet errichtete. Ein Denkmal an der "Avenue de Gergovie" aus der Zeit Napoleon III. erinnert an diese römische Vergangenheit.
Bei Arbeiten an der Umgehungsstraße des Ortes wurde im Herbst 2002 eine Grabstätte mit den Skeletten von 53 Pferden und verschiedenen Reitern aus gallorömischer Zeit gefunden.
Erste schriftliche Erwähnung fand Orcet im Jahr 520 im Testament von Theodechilde, der Tochter des Merowingerkönigs Chlodwig.
Die mittelalterlichen Befestigungen gehen auf Wilhelm VII., den Grafen der Auvergne zurück. Danach gehörte die Stadt den Familien La Tour d’Auvergne und Aragonnès.
Die Einwohnerzahl nimmt seit den 1960er Jahren wieder beständig zu und liegt gegenwärtig bei 2867 Einwohnern (Stand 1. Januar 2022). Das ehemalige Winzerdorf wandelt sich verstärkt zu einem Wohnort für Pendler in die nahe Großstadt Clermont-Ferrand, wahrt aber weitgehend seinen ländlichen Charakter.

## Bevölkerungsentwicklung
| Jahr                       | 1962 | 1968 | 1975 | 1982 | 1990 | 1999 |
| Einwohner                  | 654  | 790  | 1349 | 2210 | 2522 | 2681 |
| Quellen: Cassini und INSEE |      |      |      |      |      |      |

## Politik
Bürgermeister des Ortes ist seit 1995 der parteilose Mediziner Dominique Guelon. In den 1970er Jahren entbrannte ein heftiger Streit unter den Lokalpolitikern über die Zukunft des Ortes: dem Projekt des damaligen Bürgermeisters, Paul Bador, Sozialwohnungen zu errichten, trat ein Anglerverein entgegen, deren Vertreter die Kommunalwahlen gewinnen konnten und den Anglersee "Etang des Pèdes" anlegten.

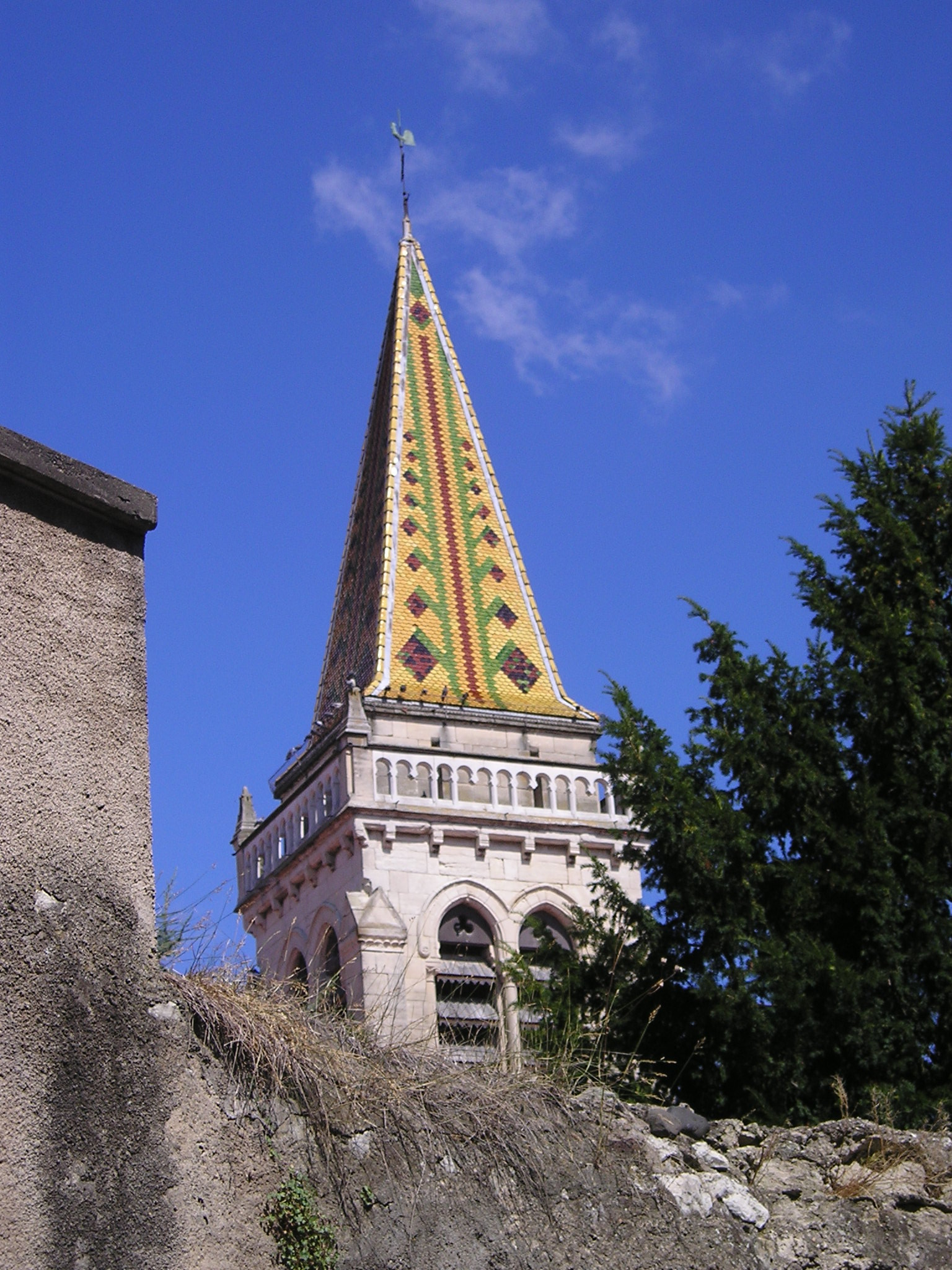
Der Kirchturm von Saint-Mary

## Sehenswürdigkeiten
Wahrzeichen des Ortes ist der Turm der romanischen Kirche Saint-Mary aus dem 12. und 13. Jh., dessen bunte Ziegel im burgundischen Stil weithin zu sehen sind. Schöner Vorplatz mit Brunnen und Herrenhaus.

## Persönlichkeiten
Im Dorfkern steht das Geburtshaus des Revolutionärs Georges Couthon, dessen Berühmtheit unter anderem auf einer in einem Fass mit eisigen Wasser verbrachten Nacht beruht. Auf diese Weise wollte der Freund Robespierres die Ehre einer Geliebten wahren. 